# Candelaria Benítez Hernández
Candelaria Benítez Hernández es una atleta de categoría Adulto Mayor residente de Tonalá nacida en Acatic, Jalisco; destacada por participar en carreras que van desde los 5 kilómetros hasta maratones.
Desde los 45 años comenzó a correr como pasatiempo que realizaba con sus hijas y actualmente ha participado en más de 100 carreras oficiales tanto en el estado de Jalisco como en Nayarit y Sinaloa. Ha participado en carreras de distancia que van desde los 5 km hasta maratones completos. Obteniendo en más de una carrera el primer lugar en su categoría.
En el marco del día internacional de la mujer en 2018, el Ayuntamiento de Tonalá la reconoció como mujer destacada en la categoría de Adulto Mayor.